# ダリオ・ヂュミッチ
ダリオ・ヂュミッチ（Dario Đumić、1992年1月30日 - ）は、ボスニア・ヘルツェゴビナ・サラエヴォ出身のサッカー選手。CDエルデンセ所属。ポジションはDF。

## クラブ経歴
2009年にノリッジ・シティFCの下部組織に移り、同クラブでプロ契約を結んだ。2010年に母国ブレンビーIFに移籍し、2016年1月19日、NECナイメヘンに加入した。シーズン途中からの加入となったが、すぐにレギュラーの座を掴み、エールディヴィジ第19節から最終節まで全試合に出場した。翌2016-17シーズンもNECの守備の要として活躍し、エールディヴィジ全試合スタメンフル出場を果たした。しかし、クラブはリーグ17位でフィニッシュし、エールステ・ディヴィジへと降格した。
2017年7月10日、エールディヴィジのFCユトレヒトに3年契約で移籍した。移籍金は非公開。しかし、自身のコンディション不良などもあり、シーズン13試合の出場に留まり、不完全燃焼のままユトレヒト1年目を終えた。
2018年7月1日、1シーズンの契約でディナモ・ドレスデンにレンタルされた。
2019-20シーズンは、再びドイツのSVダルムシュタット98にレンタルされた。
2020年9月、契約満了によりユトレヒトを退団し、FCトゥウェンテにフリーで移籍した。
2022年1月、SVザントハウゼンに移籍した。
2023年8月12日、セグンダ・ディビシオンのCDエルデンセに加入した。